# Приїзжа
«Приїзжа» (рос. «Приезжая») — радянська мелодрама кінорежисера  Валерія Лонського, знята у 1977 році. Прем'єра фільму відбулася в травні 1978 року.

## Сюжет
У село приїжджає нова вчителька географії Марія Володимирівна Нестерова зі своєю маленькою дочкою Катею. Їх підвозить місцевий колгоспний шофер Федір Семенович Барінов. Красива вчителька сподобалася Федору і з перших днів він починає доглядати за Марією. Але вона не поспішає відповідати на його почуття. З Марією намагається закрутити роман молодий і легковажний Ваня Тімотін, на прізвисько Кочеток, але Федір швидко ставить на місце молодого гульвісу.
З кожним днем Федір все ясніше і сильніше розуміє, що любить Марію. Все важче йому жити поруч з Марією і терпіти її холодне ставлення. Він намагається виїхати працювати на колгоспні лісові ділянки, щоб не бачити більше Марію, але незабаром повертається з наміром одружитися з нею. Однак розважливий батько Федора вмовляє його почекати.
Тим часом в село приїжджає колишній цивільний чоловік Марії — Володимир Сергійович Корнєєв. Він не знав про існування своєї дочки Каті і хоче побачитися з нею. Його підвозить Ванька Кочеток, але поговоривши з Володимиром і дізнавшись, хто він такий, зриває його з воза і поспішає в село, щоб попередити Марію про гостя. Перелякана Марія поспішає за допомогою до Федора. Він зустрічає Володимира на дорозі недалеко від села. Після короткої бесіди між ними виникає бійка, яку перериває пес Мерген і Марія. Володимир йде, а Федір з Марією нарешті залишаються удвох.

## У ролях
- Жанна Прохоренко —  Марія Володимирівна Нестерова
- Олександр Михайлов —  Федір (Федя) Семенович Барінов
- Сергій Поначевний —  Семен Арсентійович Барінов
- Марія Скворцова —  Анісья Борисівна Барінова
- Олена Кузьміна —  Клавдія (Клавка) Семенівна Барінова
- Олена Іконицька —  Катя (Катюша), дочка Марії
- Сергій Торкачевський —  Іван Петрович Тімонін (Ванька «Кочеток»)
- Марія Виноградова —  Олександра Петрівна (тітка Саша)
- Лев Борисов —  Яків Васильович Сілін
- Володимир Землянікін —  Степан Якович Шохін
- Таїсія Литвиненко —  Галина Іванівна Шохіна
- Тамара Совчі —  Олена Горкіна
- Данило Нетребін —  Михайло Васильович Кочегаров
- Валентина Владимирова —  Ксенія Тімоніна
- Раїса Рязанова —  Євдокія
- Михайло Чигарьов —  Володимир Сергійович Корнєєв
- Анастас Смоленський —  Никодим Павлович Строєв
- Віктор Філіппов —  Льоха
- Микола Ємельянов —  бригадир
- Віктор Ремізов —  Павло Вишняков
- Олександра Харитонова —  колгоспниця
- Віра Бурлакова —  колгоспниця
- Людмила Карауш —  колгоспниця, мешканка села
- Юрій Дмитрієв —  конюх
- Степан Усін — епізод
- Тетяна Кравченко —  Серафима (Сімка) Сергіївна
- Владлен Паулус —  колгоспник у клубі
- Віра Петрова —  епізод
- Андрій Ташков —  Льоша

## Знімальна група
- Режисер:  Валерій Лонськой
- Сценарист:  Артур Макаров
- Оператор:  Володимир Папян
- Художник:  Петро Кисельов
- Композитор:  Георгій Фіртіч